# Стадницкий, Станислав Ян Канты
Станислав Ян Канты Стадницкий (пол. Stanisław Jan Kanty Stadnicki; 28 февраля 1848, Львов — 16 января 1915, Вена) — польский граф, помещик, депутат Галицкого краевого сейма, пожизненный член австрийской палаты господ.

## Биография
Представитель польского дворянского рода Станицких герба «Шренява без креста». Старший сын графа Эдварда Марии Адольфа Стадницкого (1817—1902) и графини Людгарды Мнишек (1823—1911). Выпускник гимназии Святой Анны в Кракове. В 1865—1869 годах изучал право в Ягеллонском университете в Кракове.
Помещик, владелец поместья Крысовичи под Мостиской. Член и активист Галицкого сельскохозяйственного общества, в 1887 году исполнял функции председателя Пшемысльского округа, затем член комитета Галицкого сельскохозяйственного общества (23 июня 1889 — 12 июня 1890), его вице-президент (12 июня 1890 — 30 июня 1900) и президент (30 июня 1900 −18 июня 1903). В 1878 году граф Станислав Стадницкий вошел в состав повятого совета и повятового отдела Мостиски из группы крупных помещиков. В 1882 году он был председателем комитета Выставки аграрно-промышленной отрасли. Также был председателем окружного отдела Галицкого кредитного общества в Мостиске (занимал тот пост до самой смерти) и вступил к Галицкое лесное общество. В 1882 году был избран депутатом на краевой сейм из курии гмин от округа Мостиска. В следующей каденции сейма (1889—1895) работал в комиссии народного хозяйства, в этой комиссии этой он работал также в последующих каденциях сейма. В январе 1898 года он был награжден Орденом Железной Короны 2-го класса. С 1901 года Станислав Стадницкий был членом совета директоров Галицко-Буковинского акционерного общества сахарной промышленности в Пшеворске. Бескомпромиссная позиция Стадницкого в отношении реформы избирательного права в Галиции, представленная в ходе сеймовой дискуссии в ноябре 1905 года, была широко услышана. Опасаясь усиления влияния украинских радикалов в Восточной Галиции, он выступал против принципов универсальности и прямых выборов.
1 декабря 1905 года Станислав Стадницкий был назначен пожизненным членом палаты господ Рейхсрата Австро-Венгрии. В выборах в сейм 1908 года украинские и польские крестьянские активисты боролись с ним настолько эффективно, что он не получил мандат курии гмин в своем округе. Однако, благодаря негласным усилиям губернатора Анджея Потоцкого, он был выбран из курии больших помещиков в Стрыйском округе. С 1909 до начала войны в 1914 году Станислав Стадницкий занимал пост председателя отдела повятового совета в Мостиске. В 1910 году он был назначен действующим тайным советником. Вновь избран в 1913 году депутатом из курии больших собственников, на этот раз в Пшемысльском округе, работал в комиссии по подготовке подготовке окончательного варианта избирательной реформы, защищая интересы польского меньшинства в Восточной Галиции. До 1914 года он был президентом правления Галицкого охотничьего общества. После начала Первой мировой войны он вступил в Верховный национальный комитет.
Граф Станислав Ян Канты Стадницкий скончался после непродолжительной болезни в Вене. Похороны состоялись 19 января 1915 года в Вене, после чего был похоронен на тамошнем центральном кладбище.
7 августа 1878 года в имении Рудники Станислав Стадницкий женился на графине Отильде Отилии Марии Борковской (20 октября 1857—1930), дочери графа Влодзимежа Мариана Марии Борковского (1819—1886) и Валерии Слонецкой (1829—1918). У супругов был единственный сын:
- Граф Станислав Адам Стадницкий (7 декабря 1878—1952), депутат Галицкого сейма 10-го созыва (1913—1914), последний владелец имения Крысовичи. Был женат с 1914 года на давней любовнице, театральной актрисе Елене Лазаревич (1880—1939).